# Louis Mucci

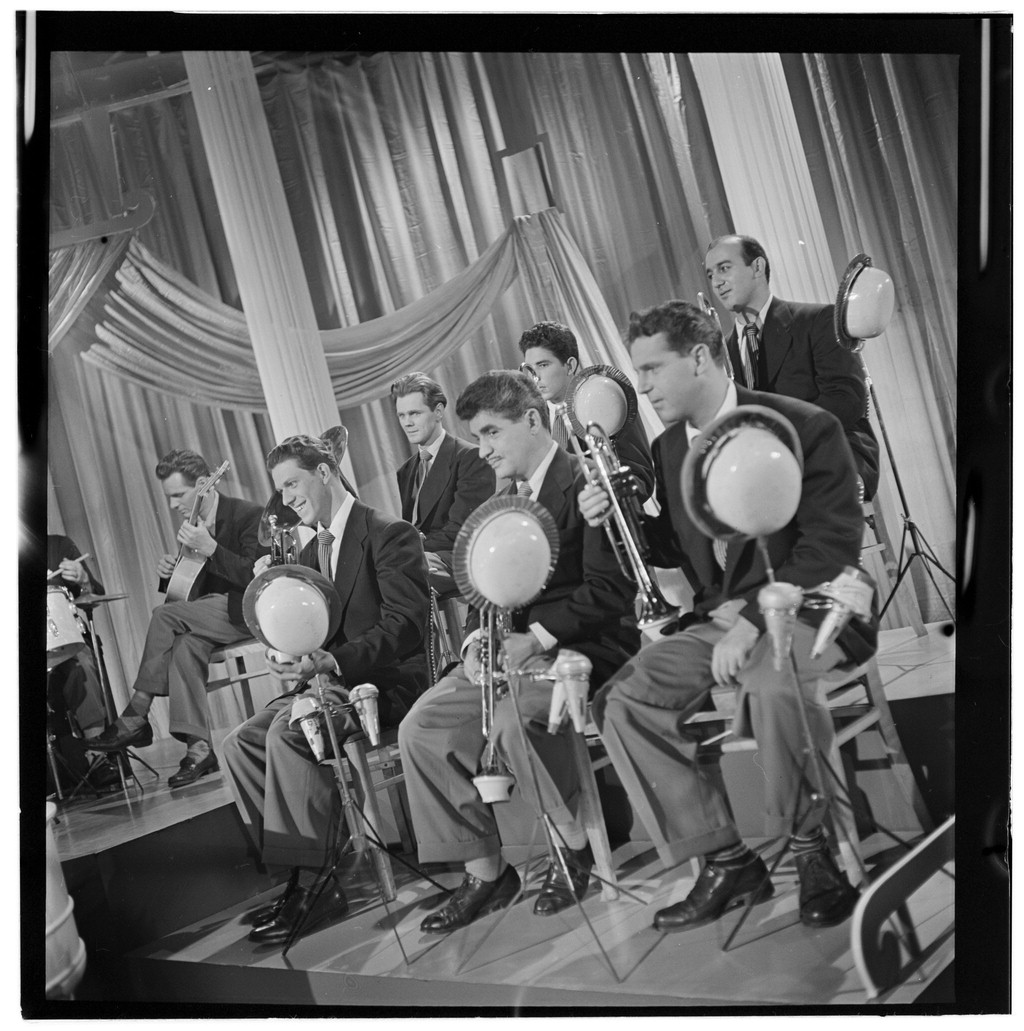
Lou Mucci (voorste rij, in het midden) met onder meer Barry Galbraith (achter, links) in een filmorkest van Columbia Studios, circa september 1947.
Foto: William P. Gottlieb.

Louis Raphael Mucci, kortweg Lou Mucci  (Syracuse (New York), 13 december 1909 – Syracuse (New York), 4 januari 2000), was een Amerikaanse jazztrompettist in het swingtijdperk. Hij speelde later in het orkest van Gil Evans met Miles Davis.

## Loopbaan
Lou Mucci beheerste al op zijn tiende de tenorhoorn, toen hij 16 was ging hij trompet spelen. Hij speelde met Red Norvo (1937), Glenn Miller (1938–39) en Bob Chester (1940–41). In de jaren 1943–46 was Mucci in het leger, daarna werkte hij bij Benny Goodman en Claude Thornhill. In de jaren vijftig was Mucci actief als freelancer en als studiomuzikant, zo werkte hij samen met Thad Jones en Charles Mingus. In de jaren zestig werkte hij herhaaldelijk met Gil Evans samen, zoals bij de albums Sketches of Spain, Porgy And Bess en de liveplaat At Carnegie Hall 1961 die Evans met trompettist Miles Davis opnam. Ook was hij betrokken bij opnames van John LaPorta en Alonzo Levister.

## Discografie (selectie)
- Charles Mingus: The Complete Debut Recordings (Debut, Fantasy, 1951–58) met Thad Jones, Don Senay
- Gil Evans: Gil Evans And Ten (OJC, 1957), The Individualism of Gil Evans (Verve, 1964)
- Kenny Burrell: Guitar Forms (Verve, 1964)
- Miles Davis: Miles Ahead (1957), Porgy and Bess (1958), Sketches of Spain (1959), Quiet Nights (1961)